# حدث، بعبدا
حدث (به عربی: حدث) یک منطقهٔ مسکونی در لبنان است که در بیروت واقع شده‌است.